# Globe d'or de la meilleure comédie
Pour un article plus général, voir Globe d'or.
Le Globe d'or de la meilleure comédie est un prix décerné chaque année à la meilleure comédie italienne.

## Globe d'or de la meilleure comédie

### Année 2009
| Année                        | Film                     | Réalisateur |
| ---------------------------- | ------------------------ | ----------- |
| 2009                         |                          |             |
| Gli amici del bar Margherita | Pupi Avati               |             |
| Diverso da chi?              | Umberto Riccioni Carteni |             |
| Ex                           | Fausto Brizzi            |             |

### Année 2010-2019
| Année                                                         | Film                | Réalisateur |
| ------------------------------------------------------------- | ------------------- | ----------- |
| 2010                                                          |                     |             |
| Io, loro e Lara                                               | Carlo Verdone       |             |
| Basilicata coast to coast                                     | Rocco Papaleo       |             |
| Cado dalle nubi                                               | Gennaro Nunziante   |             |
| 2011                                                          |                     |             |
| Nessuno mi può giudicare                                      | Massimiliano Bruno  |             |
| Benvenuti al Sud                                              | Luca Miniero        |             |
| Che bella giornata                                            | Gennaro Nunziante   |             |
| 2012                                                          |                     |             |
| Com'è bello far l'amore                                       | Fausto Brizzi       |             |
| Benvenuti al Nord                                             | Luca Miniero        |             |
| Posti in piedi in paradiso                                    | Carlo Verdone       |             |
| 2013                                                          | non affecté         |             |
| 2014                                                          |                     |             |
| Smetto quando voglio                                          | Sydney Sibilia      |             |
| Zoran, il mio nipote scemo                                    | Matteo Oleotto      |             |
| Song'e Napule                                                 | Manetti Bros.       |             |
| La sedia della felicità                                       | Carlo Mazzacurati   |             |
| La mafia tue seulement en été (La mafia uccide solo d'estate) | Pif                 |             |
| 2015                                                          |                     |             |
| Noi e la Giulia                                               | Edoardo Leo         |             |
| Arance e martello                                             | Diego Bianchi       |             |
| Buoni a nulla                                                 | Gianni Di Gregorio  |             |
| Il nome del figlio                                            | Francesca Archibugi |             |
| Latin Lover                                                   | Cristina Comencini  |             |
| 2016                                                          |                     |             |
| Perfetti sconosciuti                                          | Paolo Genovese      |             |
| Assolo                                                        | Laura Morante       |             |
| Né Giulietta né Romeo                                         | Veronica Pivetti    |             |
| Pecore in erba                                                | Alberto Caviglia    |             |
| Quo vado?                                                     | Gennaro Nunziante   |             |